# 曹廷杰
曹 廷杰（そう ていけつ）は清末民初の地理学者。別名は楚訓、字は彝卿。筆名は亜東平倩人。
1870年に秀才となった。1874年に北京の国史館に入り、進士の資格を得た。1883年、候選州判として吉林に派遣され、吉林、奉天、黒龍江を実地調査し、多数の文献にあたって『東北辺防輯要』を2年かけてまとめた。1885年、琿春靖辺後路営統領葛勝林はかねてロシアからの防衛に関心を持っていたが、曹廷杰が地理に精通していることを知り、曹廷杰に『東三省輿地険要図』を作成させた。
曹廷杰は『東三省輿地険要図』と『東北辺防輯要』を吉林将軍希元に提出したところ、希元は即座にロシアとの国境付近を偵察するように依頼した。曹廷杰は兵士2人を連れ、商人に変装して、松花江からアムール川に入った。アムール川の河口に至った後、ハバロフスクからウスリー川に入り、ハンカ湖を経て帰国した。129日間、1万6千里の旅であった。東シベリアのロシア軍の拠点、各拠点の兵数、地理、道路、人口、貿易、民族風俗などの情報を『旅俄日記』にまとめた。この旅で曹廷杰はアムール川下流で2つの永寧寺碑を発見し、拓本を持ち帰っている。永寧寺は明の永楽帝の時代に奴児干都司によって建立されたもので、かつて明の勢力がこの地域に及んだことを示すものであった。
吉林に戻った後、確実な資料・絵図・論文をまとめて『西伯利東偏紀要』を著した。1886年2月、希元は『西伯利東偏紀要』から118条を摘出し、8枚の地図とともに軍機処に提出した。5月、曹廷杰は功績をもって光緒帝への謁見を許され、『条陳十六事』を提出して、外交ではロシアの拡大を防ぎ、軍事では戦争への備えを行い、政治では内政を安定させ、経済では辺境の開発を主張した。
1887年、ゴルロス前旗などに赴き、金の「得勝陀済碑」の拓本を採取した。またこの年より1898年まで『東三省輿地図説』の編纂を行っている。
1889年、山西省和順県の知県となり、ついで寧武県の知県となった。さらに吉林将軍長順の推薦で、直隷州知州候補となった。1895年、ロシアは東清鉄道の建設を要求し、独自に測量を行うようになった。曹廷杰は吉林将軍恩沢の命令でロシアの測量団を監視し、また独自に測量を行った。その結果を『東三省鉄路総図』としてまとめ、朝廷には『查看俄員勘探鉄路稟』を提出した。
1896年、呼蘭木税局の総理となり、翌年から呼蘭河で金山開発にあたった。しかしこれは進出したロシア軍によって略奪され、避難を余儀なくされた。曹廷杰は北京で国際法に注釈を加えた『万国公法釈義』と『上各国欽差書』を著し、ロシアを非難した。1907年、吉林知府に任命され、産業の振興に尽力した。
1912年に中華民国が成立するが吉林にとどまり、『論語類纂』などを著した。1920年、湖北省に戻り、『孟子類篆』『論孟類篆挙要』などの著作を残した。1926年、再び吉林に赴く途中、病にかかり、上海で客死した。享年77。